# Deutsche Gesellschaft für Neurologie
Deutsche Gesellschaft für Neurologie – niemiecka organizacja medyczna założona w 1907 roku w Dreźnie i działająca do dziś, stowarzyszająca niemieckich lekarzy neurologów. Pierwszym przewodniczącym GDN został Wilhelm Heinrich Erb. W 1935 roku rozwiązana przez nazistów i zastąpiona Gesellschaft Deutscher Neurologen und Psychiater (rozwiązana); od 1950 roku GDN została odtworzona pod nazwą Deutsche Gesellschaft für Neurologie. Z GDN związane jest czasopismo „Nervenarzt”.